# Sarbanissa
Sarbanissa es un  género  de lepidópteros perteneciente a la familia Noctuidae. Es originario del Sudeste de Asia.

## Especies
- Sarbanissa albifascia Walker, 1865
- Sarbanissa bala Moore, 1865
- Sarbanissa catacoloides Walker, 1862
- Sarbanissa cirrha Jordan, 1912
- Sarbanissa flavida Leech, 1890
- Sarbanissa insocia Walker, 1865
- Sarbanissa interposita Hampson, 1910
- Sarbanissa jordani Clench, 1953
- Sarbanissa longipennis Walker, 1865
- Sarbanissa mandarina Leech, 1890
- Sarbanissa melanura Jordan, 1912
- Sarbanissa nepcha Moore, 1867
- Sarbanissa poecila Jordan, 1912
- Sarbanissa subflava Moore, 1877
- Sarbanissa sundana Holloway, 1982
- Sarbanissa transiens Walker, 1856
- Sarbanissa venosa Moore, 1879
- Sarbanissa venusta Leech, 1888
- Sarbanissa vitalis Jordan, 1926